# Mixtocalanus alter
Mixtocalanus alter is een eenoogkreeftjessoort uit de familie van de Scolecitrichidae. De wetenschappelijke naam van de soort is voor het eerst geldig gepubliceerd in 1929 door Farran.